# Idealism och realism
Idealism och realism är en dikt med tre korta strofer av Gustaf Fröding, utgiven i samlingen Nya dikter år 1894. 
Dikten är framför allt känd för slutstrofens ord om att "strunt är strunt och snus är snus, om ock i gyllne dosor", men den slutar mer positivt med konstaterandet att "rosor i ett sprucket krus är ändå alltid rosor".